# Албанела
Албанела (итал. Albanella) је насеље у Италији у округу Салерно, региону Кампанија.
Према процени из 2011. у насељу је живело 1488 становника. Насеље се налази на надморској висини од 223 м.

## Становништво
Према резултатима пописа становништва 2011. у општини је живело 6.503 становника.
| 1931. | 1936. | 1951. | 1961. | 1971. | 1981. | 1991. | 2001. | 2011. |
| ----- | ----- | ----- | ----- | ----- | ----- | ----- | ----- | ----- |
| 4.038 | 4.456 | 5.410 | 5.737 | 5.606 | 5.878 | 6.225 | 6.317 | 6.503 |